# Martín Billoch
Martín Billoch (Argentina; 5 de noviembre de 1959 – 13 de junio de 2025) fue un regatista argentino.

## Carrera
Participó en los Juegos Olímpicos de Atlanta 1996 en el evento Clase 470 haciendo equipo con Martín Rodríguez donde terminaron en séptimo lugar entre 36 participantes, logrando en dos de las carreras terminar en segundo lugar y en una ocasión en tercer lugar.